# Shilha jezik
Tachelhit jezik (tashilheet, tachilhit, tashelhit, tasoussit, shilha, susiua, južni shilha; southern shilha; ISO 639-3: shi), jezik atlaske podskupine sjevernoberberske skupine berberskih jezika kojim govori oko 3 000 000 ljudi, od čega 2 300 000 u Maroku (1991), a ostatak u Alžiru i Francuskoj.
Na području Maroka govore ga pripadnici naroda Shilha južno od Ifnija i na sjever do blizu Agadira. Na istok se govori do Draa, uključujući i dolinu Sous. 
Mnogi južni Šilha muškarci bilingualni su u arapskom, dok ga Šilha-žene uče mnogo rjeđe.

## Vanjske poveznice
- Ethnologue (14th)
- Ethnologue (15th)
- Ethnologue (16th)